# Abkürzungs- und Zitierregeln der österreichischen Rechtssprache und europarechtlicher Rechtsquellen
Die Abkürzungs- und Zitierregeln der österreichischen Rechtssprache und europarechtlicher Rechtsquellen, kurz AZR, sind in Österreich der De-facto-Standard für die korrekte Schreibweise von Abkürzungen und Quellenangaben in juristischen Texten.
Die erste Auflage wurde 1970 im Auftrag des Österreichischen Juristentags von Gerhard Friedl im Manz Verlag herausgegeben, die weiteren Auflagen von Gerhard Friedl und Herbert Loebenstein gemeinsam. Seit der sechsten Auflage 2008 werden die AZR von Peter Dax und Gerhard Hopf bearbeitet, bei der siebten Auflage (2012) trat Elisabeth Maier als redaktionelle Mitarbeiterin hinzu.
Die nach dem Erscheinen einer Printausgabe bis zur nächsten Auflage neu hinzukommenden Abkürzungen werden auf der Website des Manz Verlags gesammelt.